# Ligas Negras

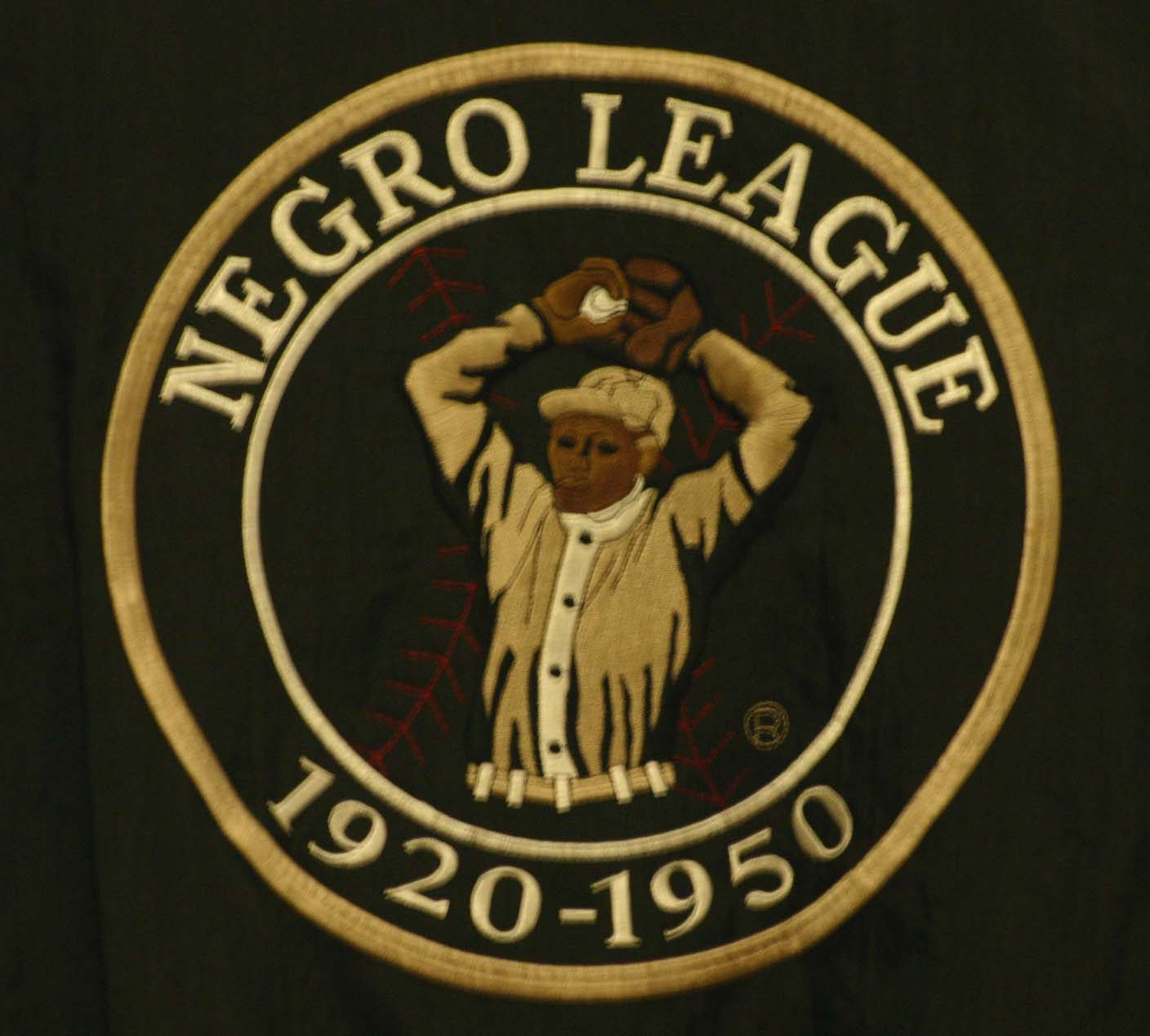
Logotipo de las Ligas Negras.

Las Ligas Negras o Negro Leagues fueron los nombres que recibieron las organizaciones de béisbol que, desde finales del siglo XIX hasta los años 1960, integraron a jugadores afroamericanos en los Estados Unidos.

## Inicios
Los jugadores afroamericanos formaron parte de equipos profesionales en los inicios del béisbol  (la primera liga profesional se formó en 1871). A pesar de que una organización de jugadores, la National Association of Baseball Players, desde 1867 impedía su inclusión, y, en 1887, la International League impedía su contrato. Así, el béisbol comenzaba a jugarse bajo la segregación. Entre los primeros equipos formados bajo estas condiciones estaban  los St. Louis Black Stockings y los Cuban Giants. Entre los primeros nombres de aquella época se conocieron los de Bud Fowler y Moses Fleetwood Walker. En 1887 se formó la National Colored Baseball League de corta duración.
Hasta el año 1920 hubo otra organización de relieve: la Negro National League formada por Andrew Rube Foster. La integraban equipos del medio oeste del país, entre ellos: Cleveland Buckeyes, Chicago American Giants, Chicago Giants, Dayton Marcos, Detroit  Stars, Indianapolis ABCs, Kansas City  Monarchs, St. Louis Giants y Cuban Stars, Estearn Cuban Stars, New York Cubans.
En 1923 comenzó la Eastern Colored League. La primera serie mundial fue entre ambas organizaciones fue jugada en 1924 entre los Kansas City Monarchs y los Hilldale Club, Kansas ganó 5-4.
La liga tuvo un final debido a la etapa de la Gran Depresión de finales de los años 1920, la cual terminó en 1931; pero hubo otras organizaciones que sobrevivieron en el sur y en el este de los Estados Unidos.
Algunos jugadores que luego se hicieron destacados beisbolistas participaron en estas ligas como Ramón Bragaña, Martín Dihigo, Leon Day y Alejandro Pompez.

## Apogeo
En 1933 se formó la Negro National League y en 1937 la Negro American League. Se revivió la serie final entre ambas organizaciones en 1942 que enfrentó a dos grandes leyendas: Josh Gibson de los Homestead grays y Satchel Paige de los Kansas City Monarchs.
Durante los años 30 y 40 se jugó el juego de las estrellas conocido como la East- West All Star Game de gran popularidad jugado anualmente en Chicago en el Comiskey Park.
En 1945 los Cleveland Buckeyes, lograron el campeonato en Negro League World Series.
En 1947 fue el comienzo del fin para la segregación racial en el béisbol con el ingreso de Jackie Robinson a los Brooklin Dodgers, donde logró ser elegido el mejor novato. 
Después, por la Liga Americana, fue firmado Larry Doby con los Cleveland Indians. Satchel Paige en 1948 es firmado por ese mismo equipo y logra ser el novato con más edad de todos los tiempos.
Fue hasta los años sesenta del siglo XX que operó la Negro American League.